# Wagner Ferreira dos Santos
Wagner Ferreira dos Santos (Sete Lagoas, 29 de janeiro de 1985) é um futebolista brasileiro que atua como meia. Atualmente joga no Vila Nova.

## Carreira

### Início
Revelado pelo América Mineiro, Wagner iniciou a sua carreira profissional em 2002 com apenas 17 anos. Ao lado de Fred, foi destaque da equipe no ano de 2003. Em 2004, foi vendido ao Cruzeiro com apenas 19 anos, onde viria a reeditar a dupla com Fred.

### Cruzeiro

#### 2004 e 2005
Estreou pelo clube mineiro na derrota por 2–0 para o Guarani no Brinco de Ouro, válida pelo Brasileirão. Em seu primeiro ano no clube, atuou em apenas 9 jogos, todos válidos pelo certame nacional, geralmente entrando como suplente no decorrer das partidas.
A partir de 2005, se estabeleceu como um jogador importante na equipe com apenas 20 anos, e também marcou o seu primeiro gol pela Raposa. O gol foi marcado na vitória por 2–1 sobre o Paysandu no Mangueirão, válida pelo Brasileirão. Mas o forte do meia eram realmente as assistências, geralmente para os gols de Fred, na parceria que durava desde os tempos de América.

#### 2006
Em 2006, sem Fred e com mais liberdade no ataque, Wagner desandou a marcar gols. No Campeonato Mineiro, foram dois tentos marcados, com destaque para o gol do título sobre o Ipatinga no Ipatingão, quando o time celeste venceu a partida por 1–0.[carece de fontes?] Na Copa do Brasil, marcou um gol na derrota por 3–2 para o Fluminense no Mineirão, sendo o clube mineiro eliminado após também perder a partida de volta para a equipe carioca. No Brasileirão, Wagner marcou gols em todas as sete primeiras rodadas, com destaque para os dois gols marcados na goleada por 5–1 sobre a Ponte Preta no Mineirão. Ao todo no certame nacional, o meia marcou onze gols e foi premiado com a Bola de Prata de melhor meia. Marcou ainda um gol na Copa Sul-Americana, quando a sua equipe venceu o Santos por 1–0 mas foi eliminada nos pênaltis, completando um total de 15 gols na temporada de 2006. Seu grande destaque com apenas 21 anos, lhe rendeu convocações do treinador Dunga, recém chegado à Seleção Brasileira.

#### 2007 - Venda ao Al-Ittihad e retorno
Em janeiro de 2007, Wagner foi negociado com o Al-Ittihad da Arábia Saudita, por 5,4 milhões de euros (cerca de 14,7 milhões de reais). O pagamento foi dividido em uma parcela de 1,8 milhão de euros e outras quatro de 900 mil euros. Contudo, os sauditas só cumpriram com 1 milhão de euros (cerca de 2,7 milhões de reais), ainda em atraso. Portanto, de acordo com a cláusula contratual, a inadimplência resultou na volta do atleta ao clube mineiro.
Retornou na vitória por 4–2 no derby com o Atlético no Mineirão, válida pelo Brasileirão, e logo na rodada seguinte diante no Vasco, também no Mineirão, marcou o seu primeiro gol após o retorno, e a Raposa venceu a partida por 3–1. No certame nacional, o meia manteve a boa média de gols da temporada anterior, marcando 7 tentos, com destaque para o gol marcado na goleada por 5–0 sobre o Palmeiras no Mineirão, sendo essa a maior goleada da história do confronto até então.

#### 2008
Em 2008, foi novamente campeão mineiro marcando um gol na final. O gol marcado no primeiro jogo, fechou a goleada por 5–0 sobre o rival Atlético no Mineirão. Além disso, o meia disputou a sua primeira Copa Libertadores e marcou dois gols na competição, ambos contra times argentinos. O primeiro deles, na vitória por 3–1 sobre o San Lorenzo no Mineirão, válida pela fase de grupos; e o segundo deles, na derrota diante do tradicional Boca Juniors por 2–1 também no Mineirão, que sacramentou a eliminação da equipe mineira nas oitavas de final, por ter perdido o jogo de ida em La Bombonera também por 2–1.[carece de fontes?] No Brasileirão, o meia deixou a sua marca cinco vezes, com destaque para o terceiro gol da vitória por 3–0 sobre o então líder Grêmio no Mineirão, que deixou a Raposa viva na luta pelo título da competição; porém, após uma série de resultados ruins na reta final, a equipe mineira terminou apenas na 3ª colocação, mas garantiu a vaga direta na fase de grupos da próxima Copa Libertadores, e o meia esteve novamente presente na seleção do Prêmio Bola de Prata.

#### 2009
No ano de 2009, Wagner conquistou o seu terceiro título mineiro, após mais uma goleada por 5–0 sobre o Atlético no primeiro jogo. Na Copa Libertadores, o meia marcou um importante gol na vitória por 3–1 sobre o Grêmio no Mineirão, válida pela semifinal; porém, teve atuação apagada na grande final diante do Estudiantes, quando o Cruzeiro se sagrou vice-campeão após perder por 2–1 para a equipe argentina, de virada, em pleno Mineirão.[carece de fontes?]
Após o vice-campeonato, Wagner foi vendido ao Lokomotiv Moscou da Rússia por um valor de 6 milhões de euros (cerca de R$15,7 milhões de reais). Apesar dos 5 anos defendendo o clube, o jogador saiu desgastado com a torcida, sendo apontado como um dos responsáveis por um racha no vestiário da equipe antes da segunda partida da final do torneio continental.

### Lokomotiv Moscou

#### 2009
Foi apresentado em 13 de agosto de 2009. No clube da capital russa, o meia reencontrou o volante Charles, companheiro dos tempos de Cruzeiro, além dos brasileiros Guilherme, Rodolfo e Fininho. 
Tendo chegado com grandes expectativas ao seu redor, o jogador já estreou três dias após a apresentação, no clássico local diante do CSKA Moscou no Lokomotiv Stadium. Wagner entrou na segunda etapa e já deu a assistência para o gol da vitória por 2–1, marcado por Dmitriy Sychov. Na partida seguinte, já foi titular da equipe e marcou o seu primeiro gol no futebol russo, diante do Zenit no Estádio Petrovsky, abrindo o placar do empate em 1–1. No jogo seguinte, o meia deixou a sua marca mais uma vez, dando números finais a goleada por 4–1 sobre o Kuban Krasnodar no Estádio Lokomotiv. Em alta, Wagner parecia já estar na Rússia há muito tempo, porém, no jogo seguinte, sofreu uma lesão que o deixou afastado por dois meses e retornou já na antepenúltima rodada do certame. Apesar da lesão, Wagner foi importante na arrancada final da equipe que conseguiu uma vaga na Europa League do ano seguinte, tendo participado de 7 partidas (6 vitórias e 1 empate), e marcado 3 gols, além de ter dado 2 assistências.

#### 2010
No ano seguinte, Wagner não manteve o mesmo prestígio, sendo preterido e entrando geralmente no decorrer das partidas. Não marcou nenhum gol nesta temporada, fato que nunca havia ocorrido em sua carreira profissional.

### Gaziantepspor

#### 2010–11
No final de 2010, clubes brasileiros (dentre os quais São Paulo, Flamengo e Atlético Mineiro) sonhavam em contratar Wagner, porém, o meia foi vendido para o Gaziantepspor da Turquia. Estreou pelo clube turco, na vitória por 1–0 sobre o Kasimpapa no Recep Tayyip Erdoğan, válida pela Süper Lig Turca. A partir de então, já foi titular absoluto da equipe, e cinco jogos depois, marcou o seu primeiro gol pelo clube, na goleada por 4–1 sobre o Bursaspor no Bursa Atatürk Stadium, também válida pelo certame turco. Duas semanas depois, abriu o placar da vitória por 3–1 sobre o Sivasspor no Gaziantep Kamil Ocak Stadium. Em seus primeiros nove jogos pelo clube, o meia venceu sete e empatou dois. Ao final da temporada, sua equipe garantiu a classificação para a Europa League do ano seguinte.

#### 2011–12
Logo no início da temporada, na fase pré-eliminatória da Europa League, Wagner marcou um gol na goleada por 4–1 sobre o FC Minsk no Estádio Gaziantep Kamil Ocak. Porém, sua equipe foi eliminada na fase seguinte para o Légia Varsóvia, antes de chegar a fase de grupos. Na Süper Lig, o meia ainda marcou seu último gol na vitória por 3–0 sobre o Gençlerbirligi no Gaziantep Kamil Ocak Stadium,[carece de fontes?] antes de deixar a equipe no final de novembro, na metade da temporada, para retornar ao futebol brasileiro.

### Fluminense

#### 2012
O jogador que também interessava a outros times do país como o Palmeiras, foi apresentado pelo clube carioca ainda em dezembro de 2011, e revelou que a presença do amigo e ex-companheiro de América e Cruzeiro, Fred, pesou na escolha ao Tricolor. Estreou pelo clube carioca na vitória por 3–0 sobre o Volta Redonda no Raulino de Oliveira, válida pelo Campeonato Carioca. Uma semana e meia depois, na aguardada estreia do clube na Copa Libertadores, diante do Arsenal de Sarandi no Engenhão, Wagner cometeu uma falta aos 44 minutos do segundo tempo e acabou sendo expulso porque trocou socos com Nicolás Aguirre do time rival. O Fluminense venceu a partida pelo placar de 1–0.[carece de fontes?] Em maio, conquistou o seu primeiro título pelo clube: o Campeonato Carioca, após duas vitórias sobre o Botafogo na final. No mesmo mês, Wagner foi eliminado da Copa Libertadores, mais uma vez pelo Boca Juniors, assim como em 2008; no Engenhão, o Tricolor estava vencendo por 1–0, o que estava levando a partida para as penalidades, até que Santiago Silva empatou o jogo no último minuto, eliminando o Fluminense da competição. Quatro dias depois, Wagner marcou o seu primeiro gol pelo time das Laranjeiras, em um empate por 2–2 com o Figueirense, também no Engenhão, válido pelo Brasileirão.
No certame nacional, devido a quantidade de boas opções no meio-campo, como Deco e Thiago Neves, Wagner alternou entre a equipe titular e reserva, atuando bastante devido as lesões de Deco, e sendo geralmente elogiado pelo técnico Abel Braga. Em outubro, no jogo diante do Coritiba no Engenhão, válido pelo Brasileirão, Wagner entrou no segundo tempo, e com apenas 15 minutos em campo, sofreu uma lesão e foi substituído. Sua equipe venceu por 2–1.[carece de fontes?] A lesão o deixou de fora do restante da temporada, que terminou com o título brasileiro da equipe tricolor.

#### 2013
Logo em seu primeiro jogo na temporada, o meia marcou os dois gols da vitória por 2–0 sobre o Nova Iguaçu em São Januário, válida pelo Campeonato Carioca. Duas semanas depois, em jogo novamente válido pelo Estadual, dessa vez diante do Quissamã no Moacyrzão, Wagner marcou um gol na vitória por 3–0.[carece de fontes?]
Na Copa Libertadores, o meia marcou dois gols. O primeiro deles foi o gol da vitória de virada sobre o Huachipato do Chile por 2–1 no Estádio CAP, casa do adversário, válida pela fase de grupos; e o segundo deles, pelo primeiro jogo das oitavas de final, na derrota por 2–1 para o Emelec no George Capwell; o gol foi decisivo na classificação, pois o Tricolor venceu o jogo de volta por 2–0 em São Januário.[carece de fontes?] Porém, assim como no ano anterior, o clube carioca foi eliminado nas quartas de final da competição, desta vez para o Olimpia, após empate por 0–0 em São Januário, e derrota de virada por 2–1 no Defensores del Chaco.
No Brasileirão, após a saída de Thiago Neves e a aposentadoria de Deco, o meia assumiu o protagonismo da equipe ao lado de Fred, assim como nos tempos de América e Cruzeiro, porém, a equipe sentiu o baque das perdas importantes e teve péssimo desempenho na competição, ficando na 17ª colocação, e se salvando do rebaixamento graças a escalações irregulares de atletas da Portuguesa e do Flamengo. Wagner marcou quatro gols na competição, totalizando nove gols no ano, sendo o seu melhor número desde 2008.[carece de fontes?] Com destaque para os gols decisivos na vitória sobre a Portuguesa por 2–1 no Maracanã, e na vitória sobre o Bahia também por 2–1 na Fonte Nova, pela última rodada, ambas de virada.

#### 2014
Em 2014, no Estadual, sob o comando de Renato Gaúcho, Wagner amargava o banco de reservas novamente, porém, constantemente entrava e marcava gols, sendo 5 em 481 minutos jogados (média excelente de 1 gol a cada 96,2 minutos em campo). 
Após a chegada de Cristóvão Borges, Wagner passou a ser titular absoluto da equipe, formando um bom quarteto ao lado de Conca, Rafael Sóbis e Fred. Na Copa do Brasil, marcou em uma goleada por 5–0 sobre o Horizonte no Maracanã. No Brasileirão, Wagner viveu boa fase novamente e marcou 7 gols, com destaque para o gol contra o seu ex-clube, Cruzeiro, no empate em 3–3 no Maracanã; e também para os dois gols decisivos na vitória por 4–2 sobre o Criciúma, também no Maracanã; além da ótima atuação com um gol e uma assistência para Fred, na vitória por 2–1 nos acréscimos, sobre o Atlético Paranaense, novamente no Maracanã. Tendo marcado também em duas vitórias sobre o São Paulo; no turno por 5–2 no Maracanã, e no returno por 3–1 no Morumbi.[carece de fontes?] O clube fez uma boa campanha no certame, brigando por uma vaga na Copa Libertadores do ano seguinte, porém, sem sucesso, alcançando somente a 6ª colocação, e Wagner marcou um total de 13 gols na temporada, seu melhor número desde 2006.

#### 2015
Em 2015, o meia permaneceu na equipe titular do Fluminense, porém seu desempenho caiu. Marcou um gol no empate em 1–1 com o Tigres no Maracanã, válido pelo Campeonato Carioca, e um gol na vitória de virada por 2–1 sobre o Goiás no Serra Dourada, válida pelo Brasileirão, antes de ser vendido ao futebol chinês no mês de julho. 

### Tianjin Teda
Aos 30 anos, o jogador analisou a proposta como "irrecusável". No Tianjin, o jogador encontrou o brasileiro Lucas Fonseca e o argentino conhecido do futebol brasileiro, Hernán Barcos. Estreou pelo clube chinês, na derrota por 2–1 para o Shanghai SIPG no Shanghai Hongkou Football Stadium, válida pela Super League Chinesa. Marcou o seu primeiro gol no futebol chinês, em uma goleada por 4–0 sobre o Beijing Guoan no TEDA Football Stadium, também válida pelo certame chinês.
Em maio de 2016, o meia marcou um gol no empate em 2–2 com o Shanghai Shenhua no Shanghai Hongkou Football Stadium, válido pela Super League. Insatisfeito no futebol chines, o meia rescindiu o seu contrato com o Tianjin Teda antes do final da temporada.

### Vasco da Gama

#### 2017
Em janeiro de 2017, após ser especulado no Flamengo e no Corinthians, o meia foi anunciado como novo reforço do Vasco da Gama. Fez sua estreia pelo Gigante da Colina no mês seguinte, em uma derrota por 1–0 diante do Volta Redonda no Raulino de Oliveira, válida pelo Campeonato Carioca. Marcou o seu primeiro gol pelo Cruzmaltino, em seu quarto jogo pela equipe, diante do Vila Nova no Serra Dourada, válido pela Copa do Brasil. O gol de cabeça aos 39 minutos do 2º tempo, deu a vitória por 2–1 e a classificação ao clube carioca.
Pelo Brasileirão, marcou novamente de cabeça nos minutos finais de uma partida, dessa vez aos 46 minutos do 2º tempo, diante do Coritiba na Vila Capanema; o gol de Wagner garantiu o empate por 2–2 para o Vasco da Gama. Marcou o seu terceiro gol pelo Gigante da Colina, na vitória por 2–1 sobre o Avaí na Ressacada, também válida pelo certame nacional;[carece de fontes?] o belíssimo tento em um chute forte no ângulo (de fora da área), foi eleito o mais bonito da rodada.
Durante a temporada, o meia sofreu diversas lesões que o impossibilitaram de ter uma sequência, alternando geralmente entre o time titular e reserva.

#### 2018
Marcou seu primeiro gol na temporada de 2018, em uma emocionante vitória por 4–3 sobre o Boavista no Kleber Andrade, válida pelo Campeonato Carioca.
No dia 11 de setembro, rescindiu o contrato com o Vasco. 

### Al-Khor
No dia 19 de setembro de 2018, foi anunciado pelo Al-Khor, do Qatar, e assinou um contrato de 3 anos no clube.

## Seleção Brasileira
Com passagem pelas categorias Sub-17 e Sub-20 da Seleção, Wagner recebeu convocações do treinador Dunga para a seleção principal no ano de 2006, quando atuava pela equipe do Cruzeiro, porém, não chegou a entrar em campo.

## Estatísticas
Até 23 de julho de 2018.
| Clube             | Temporada         | Campeonato nacional | Campeonato nacional | Copa nacional[a] | Copa nacional[a] | Competições continentais[b] | Competições continentais[b] | Outros torneios[c] | Outros torneios[c] | Total | Total |
| Clube             | Temporada         | Jogos               | Gols                | Jogos            | Gols             | Jogos                       | Gols                        | Jogos              | Gols               | Jogos | Gols  |
| ----------------- | ----------------- | ------------------- | ------------------- | ---------------- | ---------------- | --------------------------- | --------------------------- | ------------------ | ------------------ | ----- | ----- |
| América Mineiro   | Total             | —                   | —                   | —                | —                | —                           | —                           | —                  | —                  | 124   | 16    |
| Cruzeiro          | 2004              | 9                   | 0                   | —                | —                | —                           | —                           | —                  | —                  | 9     | 0     |
| Cruzeiro          | 2005              | 35                  | 1                   | 5                | 0                | 4                           | 0                           | 11                 | 0                  | 55    | 1     |
| Cruzeiro          | 2006              | 32                  | 11                  | 5                | 1                | 1                           | 1                           | 10                 | 2                  | 48    | 15    |
| Cruzeiro          | 2007              | 27                  | 7                   | —                | —                | 2                           | 0                           | —                  | —                  | 29    | 7     |
| Cruzeiro          | 2008              | 28                  | 5                   | —                | —                | 10                          | 2                           | 10                 | 3                  | 48    | 10    |
| Cruzeiro          | 2009              | 3                   | 0                   | —                | —                | 12                          | 2                           | 8                  | 0                  | 23    | 2     |
| Cruzeiro          | Total             | 134                 | 24                  | 10               | 1                | 29                          | 5                           | 39                 | 5                  | 212   | 35    |
| Lokomotiv Moscou  | 2009              | 7                   | 3                   | 1                | 0                | —                           | —                           | —                  | —                  | 8     | 3     |
| Lokomotiv Moscou  | 2010              | 12                  | 0                   | 5                | 0                | —                           | —                           | 1                  | 0                  | 18    | 0     |
| Lokomotiv Moscou  | Total             | 19                  | 3                   | 6                | 0                | —                           | —                           | 1                  | 0                  | 26    | 3     |
| Gaziantepspor     | 2010-11           | 17                  | 2                   | 4                | 0                | —                           | —                           | —                  | —                  | 21    | 2     |
| Gaziantepspor     | 2011-12           | 9                   | 1                   | —                | —                | 4                           | 1                           | —                  | —                  | 13    | 2     |
| Gaziantepspor     | Total             | 26                  | 3                   | 4                | 0                | 4                           | 1                           | —                  | —                  | 34    | 4     |
| Fluminense        | 2012              | 29                  | 1                   | —                | —                | 3                           | 0                           | 15                 | 0                  | 47    | 1     |
| Fluminense        | 2013              | 33                  | 4                   | —                | —                | 10                          | 2                           | 16                 | 3                  | 59    | 9     |
| Fluminense        | 2014              | 31                  | 7                   | 5                | 1                | 1                           | 0                           | 15                 | 5                  | 52    | 13    |
| Fluminense        | 2015              | 9                   | 1                   | —                | —                | —                           | —                           | 13                 | 1                  | 22    | 2     |
| Fluminense        | Total             | 102                 | 13                  | 5                | 1                | 14                          | 2                           | 59                 | 9                  | 180   | 25    |
| Tianjin Teda      | 2015              | 9                   | 1                   | —                | —                | —                           | —                           | —                  | —                  | 9     | 1     |
| Tianjin Teda      | 2016              | 11                  | 1                   | —                | —                | —                           | —                           | —                  | —                  | 11    | 1     |
| Tianjin Teda      | Total             | 20                  | 2                   | —                | —                | —                           | —                           | —                  | —                  | 20    | 2     |
| Vasco da Gama     | 2017              | 19                  | 2                   | 1                | 1                | —                           | —                           | 9                  | 0                  | 29    | 3     |
| Vasco da Gama     | 2018              | 9                   | 2                   | 2                | 0                | 9                           | 1                           | 11                 | 1                  | 31    | 4     |
| Vasco da Gama     | Total             | 28                  | 4                   | 3                | 1                | 9                           | 1                           | 20                 | 1                  | 60    | 7     |
| Total na carreira | Total na carreira | 329                 | 49                  | 28               | 3                | 56                          | 8                           | 119                | 15                 | 656   | 91    |

- a. ^ Jogos da Copa do Brasil, Copa da Rússia e Copa da Turquia
- b. ^ Jogos da Copa Libertadores da América, Copa Sul-Americana e Liga Europa da UEFA
- c. ^ Jogos de Campeonatos estaduais e Torneios amistosos

## Títulos
Cruzeiro
- Campeonato Mineiro: 2006, 2008 e 2009

Fluminense
- Taça Guanabara: 2012
- Campeonato Carioca: 2012
- Campeonato Brasileiro: 2012

Vasco da Gama
- Taça Rio: 2017

### Outro títulos
Fluminense
- Troféu Luiz Penido: 2012

### Prêmios individuais
- Bola de Prata da Revista Placar: 2006 e 2008